# Lullabies to Paralyze
Lullabies to Paralyze je třetí studiové album skupiny Queens of the Stone Age vydáno roku 2005. Obsahuje 14 skladeb. Hostoval zde například Billy Gibbons ze ZZ Top. Na této desce již chyběl zakládající baskytarista Nick Oliveri.

## Seznam skladeb
1. "This Lullaby" (1:22)
2. "Medication" (1:54)
3. "Everybody Knows That You Are Insane" (4:14)
4. "Tangled Up in Plaid" (4:13)
5. "Burn the Witch" (3:35)
6. "In My Head" (4:01)
7. "Little Sister" (2:54)
8. "I Never Came" (4:48)
9. "Someone's in the Wolf" (7:15)
10. "The Blood Is Love" (6:37)
11. "Skin on Skin" (3:42)
12. "Broken Box" (3:02)
13. "You Got a Killer Scene There, Man..." (4:56)
14. "Long Slow Goodbye" (6:50)
15. "Like a Drug" (3:15) (bonusová skladba)